# Micpe Aviv
Micpe Aviv (hebrejsky מִצְפֵּה אָבִי"ב, doslova „Jarní vyhlídka“ v oficiálním přepisu do angličtiny Mizpe Aviv, přepisováno též Mitzpe Aviv) je vesnice typu společná osada (jišuv kehilati) v Izraeli, v Severním distriktu, v Oblastní radě Misgav.

## Geografie
Leží v nadmořské výšce 134 metrů, v západní části Dolní Galileji, cca 13 kilometrů východně od břehů Středozemního moře a cca 30 kilometrů na západ od Galilejského jezera. Obec je situována na pahorcích nedaleko míst, kde Dolní Galilea přechází do Zebulunského údolí. Severovýchodně od vesnice stojí hora Har Šechanija, ze které sem přitéká vádí Nachal Šechanija, jež u obce ústí do Nachal Evlajim.
Obec se nachází cca 92 kilometrů severovýchodně od centra Tel Avivu a cca 20 kilometrů východně od centra Haify. Micpe Aviv obývají Židé, přičemž osídlení v tomto regionu je etnicky smíšené. 1 kilometr na severní straně leží město Tamra, které obývají izraelští Arabové. Na jižní straně s vesnicí Micpe Aviv sousedí rovněž arabské město I'billin. Krajina na východní straně je postoupena řadou menších židovských vesnic, které zde vytvářejí souvislý blok. Na západní straně, v Zebulunském údolí, je populace zcela židovská.
Obec Micpe Aviv je na dopravní síť napojena pomocí lokální silnice číslo 781. Ta vede k pobřeží, do Zebulunského údolí.

## Dějiny
Vesnice Micpe Aviv byla založena v roce 1981 v rámci programu Micpim be-Galil, který vrcholil na přelomu 70. a 80. let 20. století a v jehož rámci vznikly v Galileji desítky nových židovských vesnic s cílem posílit židovské demografické pozice v tomto regionu a nabídnout kvalitní bydlení kombinující výhody života ve vesnickém prostředí a předměstský životní styl.
Pojmenována byla podle geografa a historika Avrahama Ja'akova Bravera (אברהם יעקב ברוור), jehož jméno tvoří akronym ABJV. Zakladatelé vesnice zpočátku pobývali v 21 provizorních přibytcích včetně mobilních karavanů. Do zděných domů se nastěhovali až od dubna 1990.
Fungují tu zařízení předškolní péče o děti. Základní škola je v obci Gilon. V Micpe Aviv je také obchod a sportovní areály.
Výhledově má vesnice projít další stavební expanzí. Územní plán umožňuje rozšíření na 320 rodin.

## Demografie
Obyvatelstvo Micpe Aviv je sekulární. Podle údajů z roku 2014 tvořili populaci v Micpe Aviv Židé (včetně statistické kategorie "ostatní", která zahrnuje nearabské obyvatele židovského původu ale bez formální příslušnosti k židovskému náboženství).
Jde o menší sídlo vesnického typu s dlouhodobě výrazně rostoucím počtem obyvatel. K 31. prosinci 2014 zde žilo 927 lidí. Během roku 2014 populace stoupla o 4,2 %.
| Rok            | 1983 | 1995 | 2001 | 2003 | 2004 | 2005 | 2006 | 2007 | 2008 | 2009 | 2010 | 2011 | 2012 | 2013 | 2014 |
| -------------- | ---- | ---- | ---- | ---- | ---- | ---- | ---- | ---- | ---- | ---- | ---- | ---- | ---- | ---- | ---- |
| Počet obyvatel | 70   | 345  | 573  | 608  | 636  | 674  | 708  | 734  | 749  | 702  | 760  | 783  | 867  | 890  | 927  |